# هيرشل دبليو. كليفلاند
هيرشل دبليو. كليفلاند (بالإنجليزية: Herschel W. Cleveland)‏ هو سياسي أمريكي، ولد في 7 أبريل 1946 في الولايات المتحدة. حزبياً، نشط في الحزب الديمقراطي. وقد انتخب عضو مجلس نواب أركنساس.